# Magnolia nilagirica
Magnolia nilagirica är en magnoliaväxtart som först beskrevs av Jonathan Carl Zenker, och fick sitt nu gällande namn av Richard B. Figlar. Magnolia nilagirica ingår i släktet Magnolia och familjen magnoliaväxter. Inga underarter finns listade i Catalogue of Life.